# Flowers Bank
Flowers Bank ist ein Dorf im Belize District in Belize. Es ist bekannt in der Geschichte von Belize, weil die damaligen Truppen von British Honduras sich im Angesicht einer spanischen Invasion von Yucatán tapfer verteidigten.

## Geographie
Flowers Bank ist ein Ort im Hinterland des Belize Distrikt an einer Flussschlinge des Belize Rivers. Im Umkreis liegen größere Plantagen und die Siedlungen Lime Walk (N), Isabella (SW) und Scotland. Eine Nebenstraße nach Süden verbindet den Ort mit der Verbindungsstraße zwischen Burrell Boom und Bermudian Landing. Nordwestlich des Ortes erstreckt sich die Southern Lagoon und östlich des Ortes verläuft der Silkgras Creek.

## Geschichte

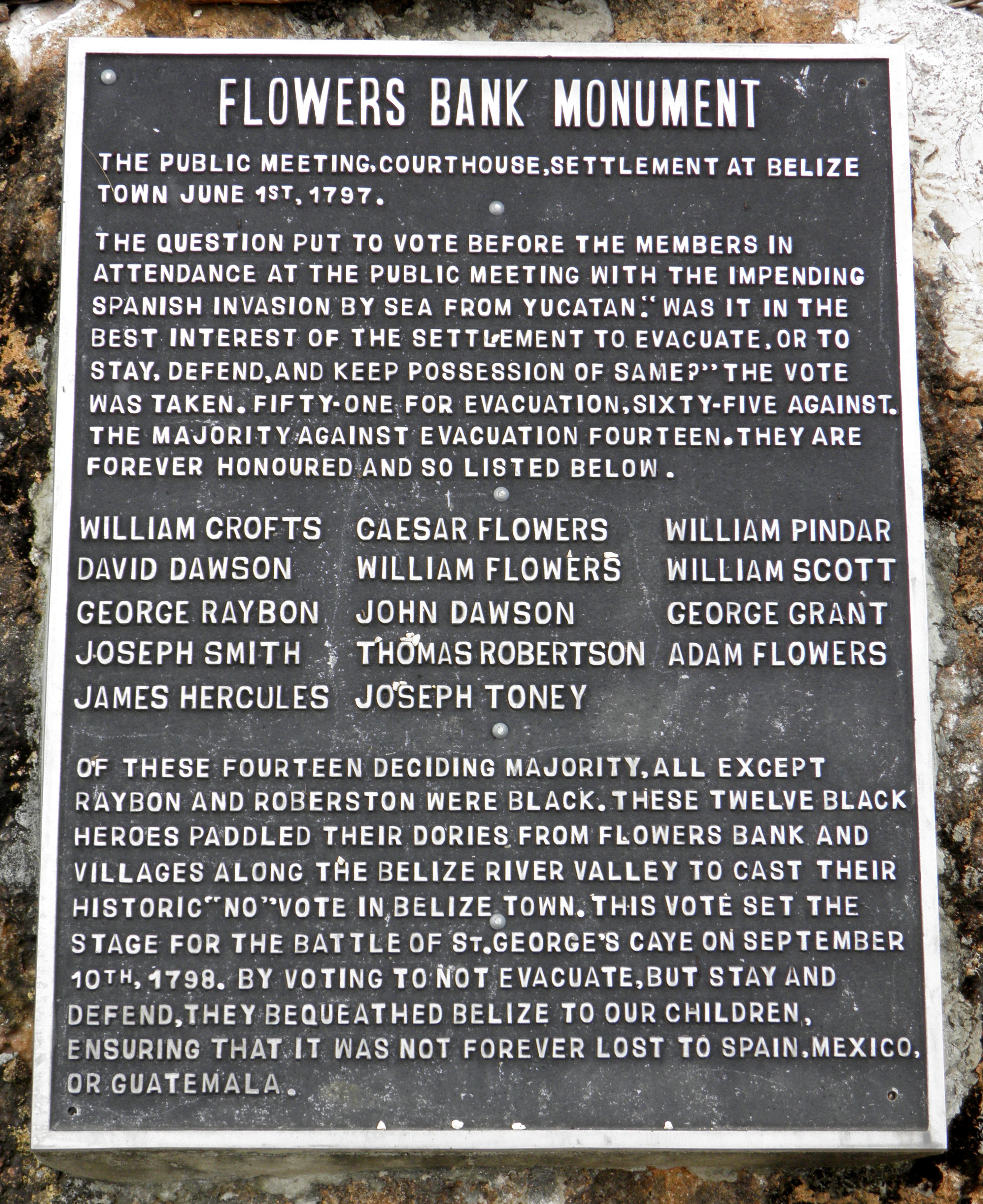
Gedenktafel

Vor der „Battle of St. George’s Caye“ (Schlacht von St. George’s Caye) war Flowers Bank eine Sklavensiedlung, die in den 1750ern angelegt worden war. Adam Flowers gilt als der Ahne der Flowers family in Flowers Bank. Es heißt, er habe am Oberlauf des Belize River gelebt. Er stammte aus einer Sklavengruppe, die als „Flowaz Neegro Dehn“ bekannt war. Sie gehörten einem Engländer Namens William Flowers. In den 1750ern brachte er seine Sklaven an den Ort „Mosquito Shore“.
1786 starb William Flowers. Ein Anwalt aus England übernahm die Rechtsgeschäfte, entschied, dass die Sklaven nicht frei seien, und bemühte sich, sie zu verkaufen. Das akzeptierten die Sklaven jedoch nicht. Sie brachen in Häuser ein, stahlen Waffen, Nahrungsmittel und Kleidung und flüchteten in den Busch.
Der Superintendent James Pit Larry entschied zusammen mit seinem Council die Gruppe zu legalisieren (to band), weil die ehemaligen Sklaven die letzten 30 Jahre bereits de facto frei gewesen waren. Er setzte sie also offiziell frei und sie kehrten mit James Larry nach Belize zurück. Zu der Zeit hieß Belize „The Settlement“.
Dann verbreiteten sich Gerüchte, dass die Spanier Belize angreifen wollten. Der Magistrat berief ein Meeting an den Platz der „City Hall“ und forderte die Menschen, die sich in Belize angesiedelt hatten, auf, wegzuziehen. Das Meeting fand am 17. Oktober 1796 statt. Letztlich stand Adam Flowers von Flowers Bank auf und sagte mit Nachdruck, dass er nirgends hingehen werde. Er und seine Familie hatten dort ein gutes Leben und lebten dort als freie Menschen. Er verkündete: „Wenn wir kämpfen müssen, dann werden wir kämpfen, um unser Land zu verteidigen!“ (If we have to fight then fight we will to defend our land!).
Es gab noch mehrere Meetings. Am 1. Juni 1797 gab es eine Abstimmung, ob man bleiben oder fliehen solle. Es kam zu einem Patt und man sandte nach Mr. Flowers, damit er mit seinen Männern auch abstimmen sollte. Daraufhin kam er mit elf Männern in Kanus den Fluss herunter, um abzustimmen, und mit 14 Stimmen wurde für eine Verteidigung gestimmt.
Als James Larry hörte, dass die Abstimmung zum Verlassen der Orte gekippt worden war, verkündete er, es wäre besser gewesen, die Sklaven zu töten, als sie zu begnadigen.
Im Folgenden Jahr, am 10. September 1798 wurde die Schlacht gegen die Spanier geschlagen.